# Хорватський трилисник

Хорватський трилисник, офіційний варіант з 1941 року

Хорватський трилисник (хорв. Hrvatski trolist), часто теж під назвою Звонимирів хрест (хорв. Zvonimirov križ) — знак, поширений серед вояків Королівського хорватського домобранства — хорватської частини угорського ландверу австро-угорської армії під час Першої, а також офіційний розпізнавальний знак Домобранства протягом Другої світової війни. До його популяризації особливо спричинилися військові летуни НДХ наприкінці Другої світової війни, які нанесли його на свої літаки на місці німецького балькенкройца як розпізнавальний знак ВПС. Нині хорватський трилисник асоціюється з офіційною, досить поширеною відзнакою Республіки Хорватії — Орденом хорватського трилисника.
Назва Звонимирів хрест узвичаїлася ще в 1941 р. Адже побутує думка, що трилисник буцімто походить від форми т. зв. Звонимирової корони. Позаяк Звонимирова корона не збереглася, як і тогочасні її зображення, і ніхто точно не знає, який вона мала вигляд, то ймовірніше, що знак названо так під впливом Ордена корони короля Звонимира.

## Трилисник у Хорватському домобранстві (1868—1918рр.)

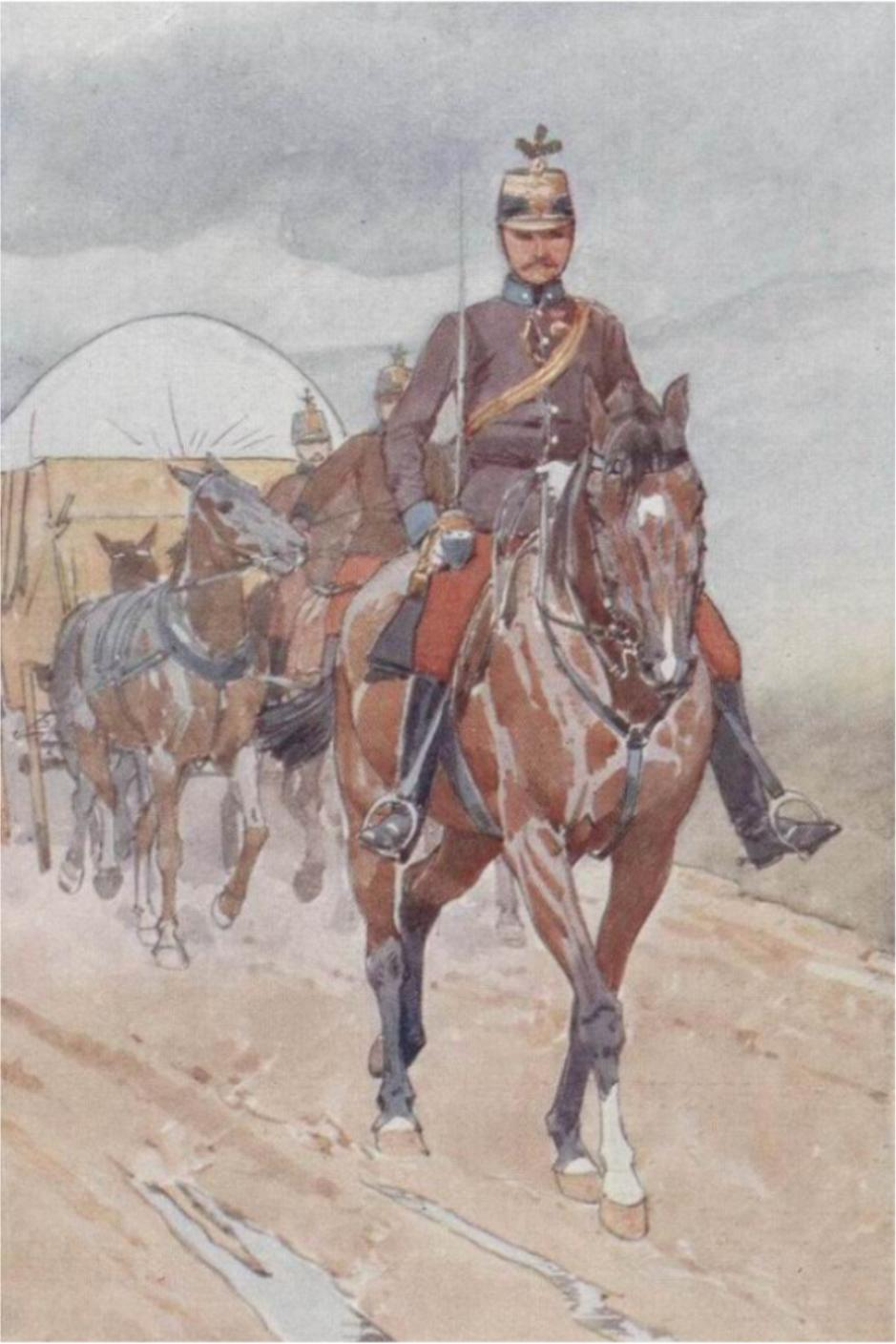
Домобрани, прикрашені трилисником, 1895 р.

Хоча пізніші користувачі хорватського трилисника зверталися до його традицій із часів австро-угорської імперії, свідчень цьому дуже мало. Трилисник, яким тоді в деяких випадках, стихійно, прикрашали себе хорватські ополченці, ймовірно, пізніше символізував Триєдність —  Триєдине королівство Хорватії, Славонії і Далмації. Дубовий трилисник застромлявся під шолом або кашкет як прикраса, на парадах, ювілеях, урочистостях та інших подібних заходах. Тим не менше, цей звичай був притаманний не тільки хорватському ополченню. Цілком можливо, що з часом цьому знакові надано символічного значення Триєдності, що стало причиною його відновлення пізнішим хорватським домобранством і Республікою Хорватією.
Мирослав Крлежа, письменник, який залишив величезний доробок на тему хорватського домобранства часів Австро-Угорщини, у збірці оповідань «Хорватський бог Марс», у «Королівській угорській домобранській новелі» згадує, як домобрани в урочистих випадках устромляли дубовий трилисник у петлиці і оздоблювали ним свої однострої.

## Трилисник у Другій світовій війні
Хорватський трилисник під час  Другої світової війни був офіційним знаком Хорватського домобранства. З 29 травня 1941 його введено як знак розрізнення звань у хорватських збройних силах того часу. Були твердження, що це нове на той час зображення і воно символізувало (своїми шістьма кінцями трилисника) « Хорватію і  Славонію,  Боснію і Герцеговину,  Далмацію і Захумл'є».
Хорватська навчальна група (пілоти військової авіації НДХ, які проходили підготовку в Німеччині) 1944 року приймає трилисник як свій розпізнавальний знак на літаках, a в цілому військова авіація НДХ його приймає 24 лютого 1945 наказом Міністерства Збройних Сил.
Військово-морські сили НДХ використовували знак трилисника як ознаку належності до морської поліції.

## Трилисник у Республіці Хорватії
15 березня 1995 Президент Франьо Туджман поряд з іншими відзнаками запроваджує Орден Хорватського Трилисника. Він займає п'ятнадцяте місце за значенням у ряді нагород та відзнак Хорватії. 2000 року Положенням про Орден Хорватського Трилисника він визначається докладніше. Цікаво, що у тексті він називається «хорватським хрестом».

## Галерея

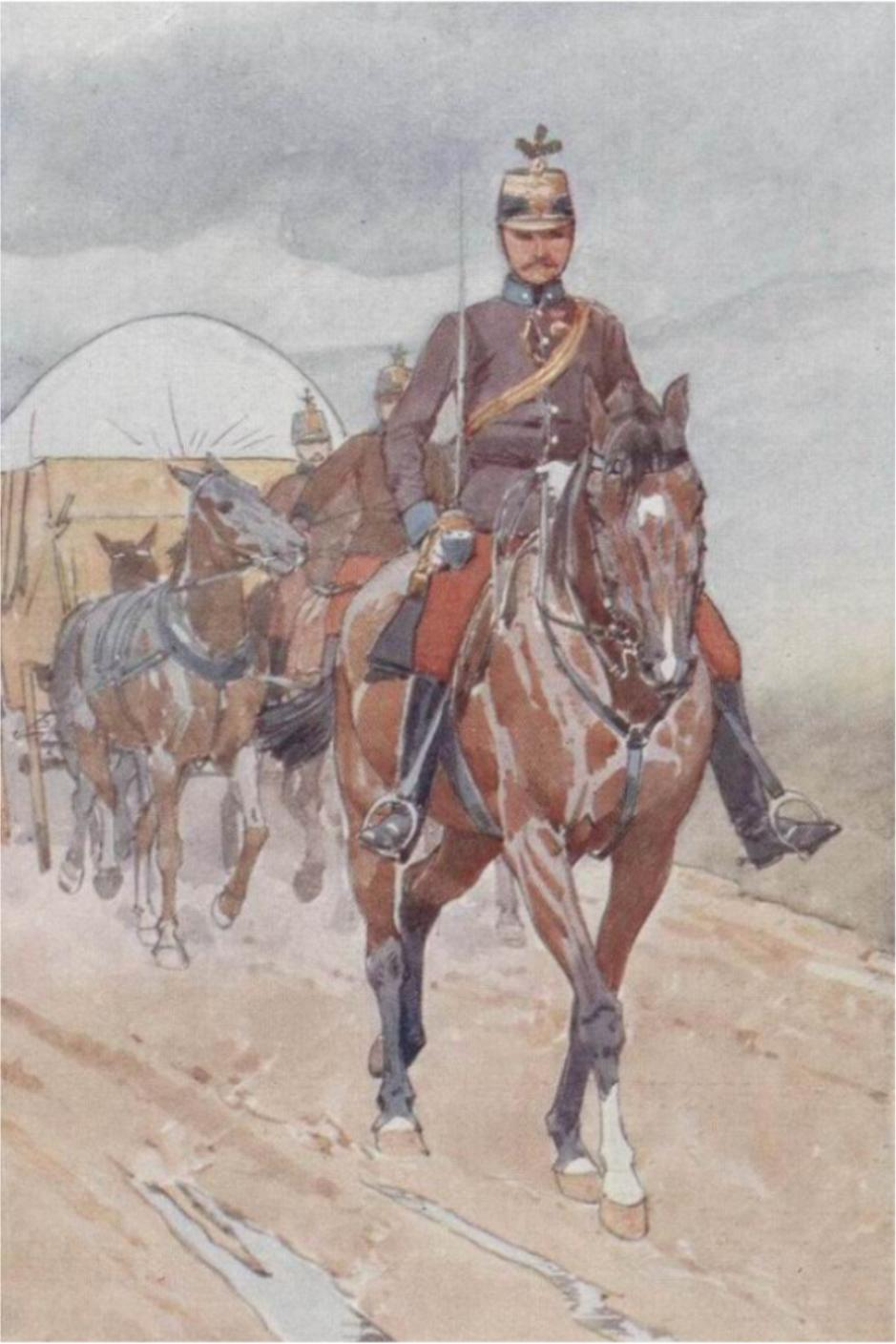
Королівські хорватські домобрани, прикрашені трилисником, 1895 р.
Хорватський трилисник
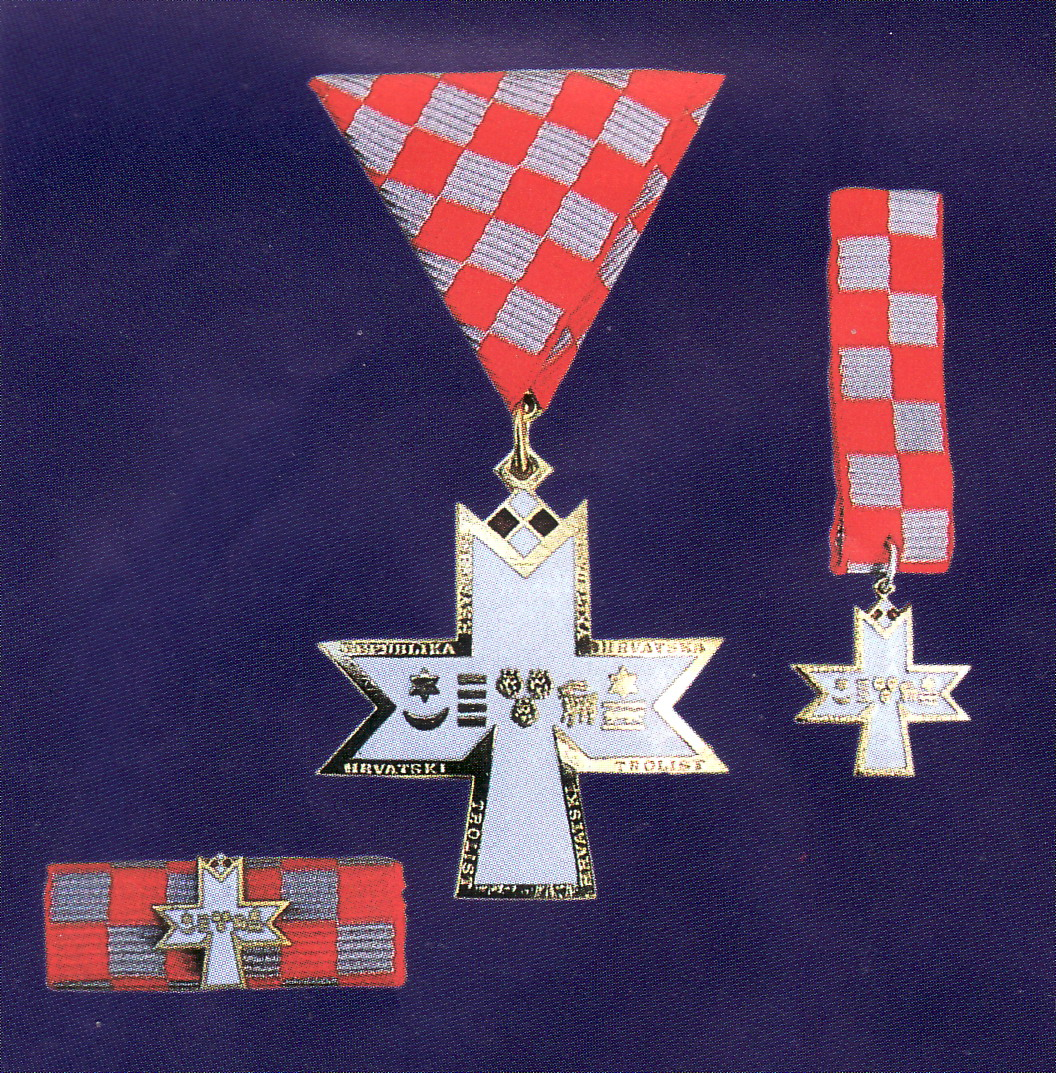
Орден Хорватського Трилисника як нагорода Республіки Хорватії
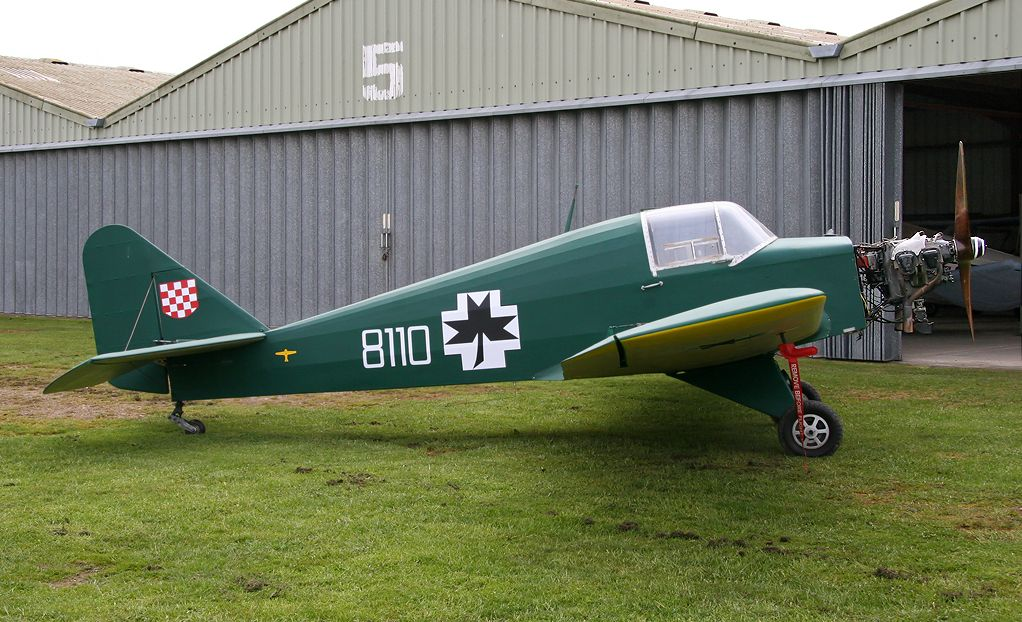
Полагоджений Fiat Avia з розпізнавальним знаком ВПС НДХ
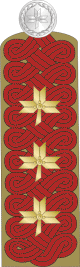
Еполети старшого капітана домобранства, 1941 р.
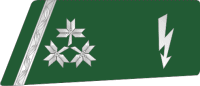
Петлиці сержанта домобранства, 1941 р.
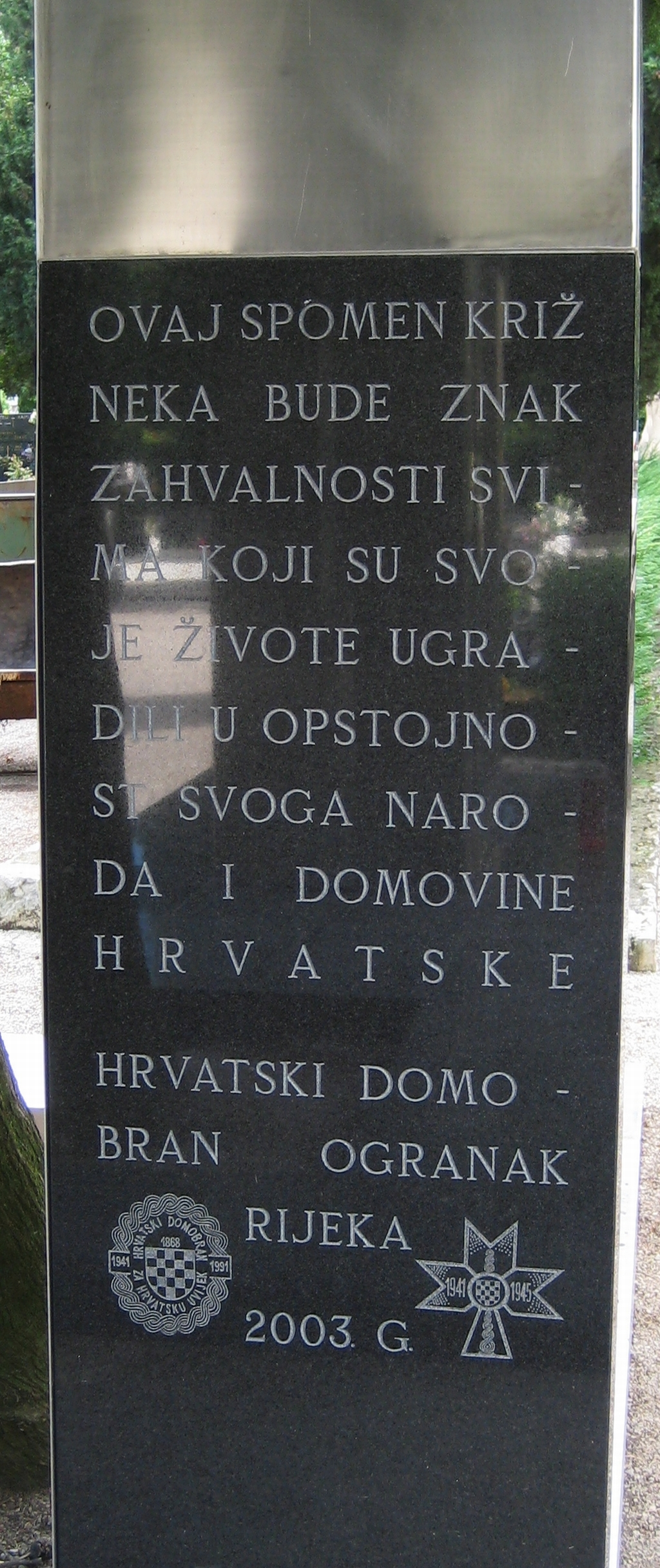
Пам'ятна дошка у передмісті Рієки Трсат, товариство 'Хорватський домобран'
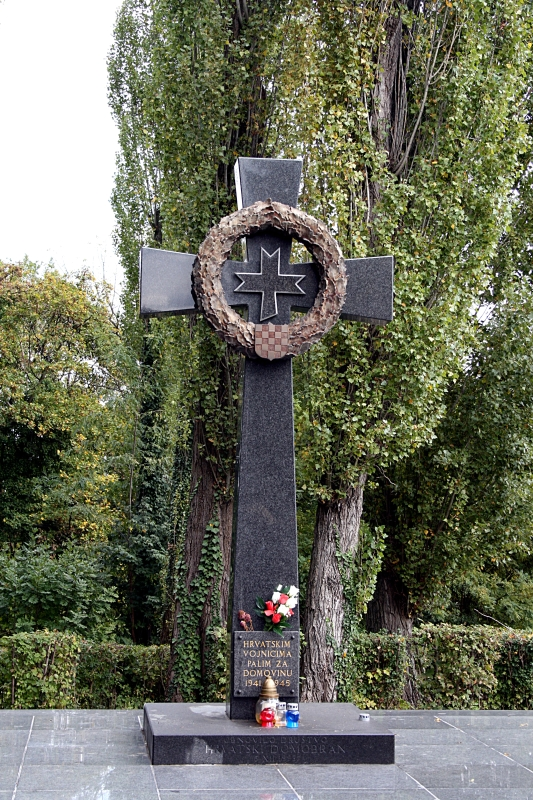
Пам'ятник полеглим домобранам Другої світової війни, Мірогой
Прапор генерала, Домобранство, 1941 р.
Прапор контр-адміріла, Домобранство, 1941 р.
Розпізнавальний знак військової авіації НДХ, 1944-1945 рр.